# Blue Cross Arena
La Blue Cross Arena at the War Memorial (originariamente Rochester Community War Memorial e comunemente Blue Cross Arena) è un'arena coperta situata a Rochester nello Stato di New York. Ospita le partite dei Rochester Americans, dei Rochester Knighthawks, dei Rochester Lancers e dei Rochester Razorsharks.

## Storia
Il palazzetto fu aperto il 18 ottobre 1955 come Rochester Community War Memorial e fu chiuso per ristrutturazione tra il 1996 e il 1998: la struttura rinnovata fu riaperta il 18 settembre 1998 come Blue Cross Arena, in seguito all'accordo con la Blue Cross Blue Shield Association.

## Eventi Importanti
- 24 gennaio 1956 - NBA All-Star Game 1956
- 11 novembre 1975 - Concerto del Rolling Thunder Revue
- 5 novembre 1977- Concerto dei Grateful Dead
- 20 aprile 1993 - Concerto di Frank Sinatra
- 28 luglio 2007- CIFL Championship Game